# Metzgeria (Metzgeriaceae)
Metzgeria là một chi rêu trong họ Metzgeriaceae.